# 黑龙江省伊春市第一中学
黑龙江省伊春市第一中学位于黑龍江省伊春市伊美区，常简称为"伊春一中"，是黑龙江省省级重点中学。

## 历史
1952年，伊春林业管理局在其所属的职工子弟小学附设初中班，该班与之后秋季新入学的三个初中班合并为新的"伊春森林初级中学"，此为伊春市第一中学的前身。1954年3月，黑龙江省政府将伊春林区从汤原县划出，成立伊春县，"伊春森林初级中学"随即更名为"伊春中学"。1958年9月，伊春县升级为伊春市，"伊春中学"更名为"伊春市第一中学"。
1964年9月23日，国务院发文撤销伊春市制，成立伊春特区，"伊春市第一中学"也更名为"伊春特区第一中学"，简称"特区一中"。
1966年"文革开始后，学校划归伊春区管理。"伊春市"曾改为"伊春地区"。
1976年，改"伊春特区第一中学"为"伊春市第一中学"，该校名沿用至今。

## 学校环境

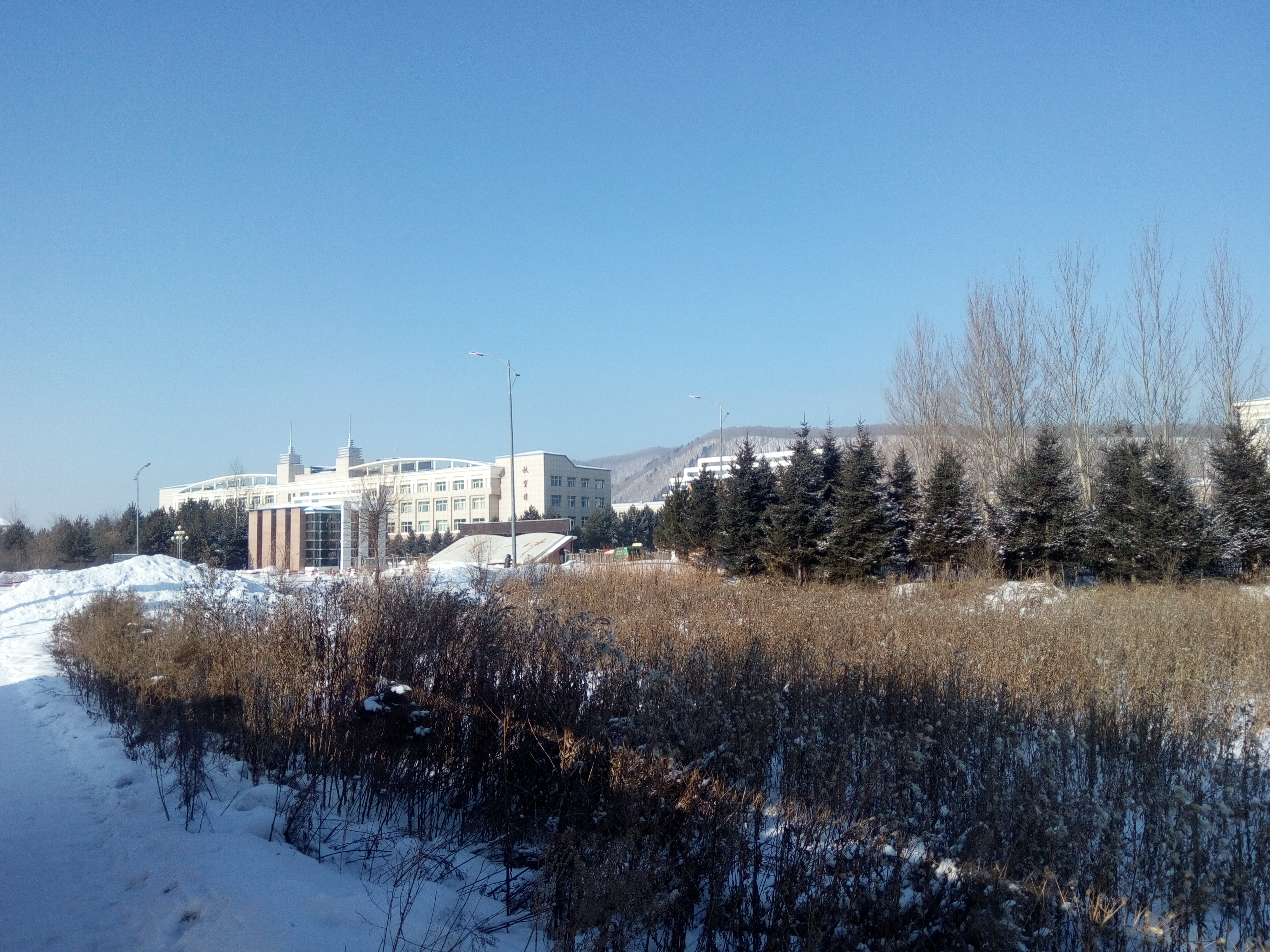
伊春市一中远景

学校占地面积230000平方米，校舍建筑面积74000平方米，共有12座主建筑，环境优美。